# Кубок Англії з футболу 1979—1980
Кубок Англії з футболу 1979—1980 — 99-й розіграш найстарішого футбольного турніру у світі, Кубка виклику Футбольної Асоціації, також відомого як Кубок Англії. Втретє титул здобув Вест Гем Юнайтед.

## Перший раунд
| Дата                      | Господарі              | Рахунок | Гості                  |
| ------------------------- | ---------------------- | ------- | ---------------------- |
| 23 листопада              | Порт Вейл              | 1:3     | Донкастер Роверз       |
| 24 листопада              | Енфілд                 | 0:2     | Йовіл Таун             |
| 24 листопада              | Блекпул                | 1:1     | Віган Атлетік          |
| 28 листопада Перегравання | Віган Атлетік          | 2:0     | Блекпул                |
| 24 листопада              | Честер Сіті            | 5:1     | Воркінгтон             |
| 24 листопада              | Дарлінгтон             | 1:1     | Гаддерсфілд Таун       |
| 27 листопада Перегравання | Гаддерсфілд Таун       | 0:1     | Дарлінгтон             |
| 24 листопада              | Баркінг                | 1:0     | Оксфорд Юнайтед        |
| 24 листопада              | Рочдейл                | 2:1     | Сканторп Юнайтед       |
| 24 листопада              | Редінг                 | 4:2     | Кеттерінг Таун         |
| 24 листопада              | Волсолл                | 2:0     | Стокпорт Каунті        |
| 24 листопада              | Джиллінгем             | 0:0     | Вімблдон               |
| 27 листопада Перегравання | Вімблдон               | 4:2     | Джиллінгем             |
| 24 листопада              | Шеффілд Венсдей        | 3:0     | Лінкольн Сіті          |
| 24 листопада              | Грімсбі Таун           | 1:1     | Честерфілд             |
| 27 листопада Перегравання | Честерфілд             | 2:3     | Грімсбі Таун           |
| 24 листопада              | Стаффорд Рейнджерс     | 3:2     | Мур Грін               |
| 24 листопада              | Свіндон Таун           | 4:1     | Брентфорд              |
| 24 листопада              | Шеффілд Юнайтед        | 3:0     | Берско                 |
| 24 листопада              | Транмер Роверз         | 9:0     | Лемінгтон              |
| 24 листопада              | Вікем Вондерерз        | 0:3     | Кройдон                |
| 24 листопада              | Кіддермінстер Гарріерз | 0:2     | Блекберн Роверз        |
| 24 листопада              | Барнслі                | 5:2     | Гартліпул Юнайтед      |
| 24 листопада              | Портсмут               | 1:0     | Ньюпорт Каунті         |
| 24 листопада              | Карлайл Юнайтед        | 3:3     | Галл Сіті              |
| 28 листопада Перегравання | Галл Сіті              | 0:2     | Карлайл Юнайтед        |
| 24 листопада              | Олтрінгем              | 3:0     | Кру Александра         |
| 24 листопада              | Блайт Спартанс         | 0:2     | Менсфілд Таун          |
| 24 листопада              | Майнгед                | 1:2     | Чешем Юнайтед          |
| 24 листопада              | Галіфакс Таун          | 2:0     | Скарборо               |
| 24 листопада              | Вілдстоун              | 0:1     | Саутенд Юнайтед        |
| 24 листопада              | Моркем                 | 1:1     | Ротергем Юнайтед       |
| 27 листопада Перегравання | Ротергем Юнайтед       | 2:0     | Моркем                 |
| 24 листопада              | Йорк Сіті              | 5:2     | Мосслі                 |
| 24 листопада              | Герефорд Юнайтед       | 1:0     | Нортгемптон Таун       |
| 24 листопада              | Олдершот               | 4:1     | Ексетер Сіті           |
| 24 листопада              | Пітерборо Юнайтед      | 1:2     | Борнмут                |
| 24 листопада              | Гарлоу Таун            | 2:1     | Лейтонстоун-енд-Ілфорд |
| 24 листопада              | Колчестер Юнайтед      | 1:1     | Плімут Аргайл          |
| 27 листопада Перегравання | Плімут Аргайл          | 0:1     | Колчестер Юнайтед      |
| 24 листопада              | Нанітон Боро           | 3:3     | Нортвіч Вікторія       |
| 26 листопада Перегравання | Нортвіч Вікторія       | 3:0     | Нанітон Боро           |
| 24 листопада              | Грейвсенд-енд-Нортфліт | 0:1     | Торкі Юнайтед          |
| 24 листопада              | Солсбері Сіті          | 1:2     | Міллволл               |
| 24 листопада              | Слау Таун              | 3:1     | Хангерфорд Таун        |
| 24 листопада              | Бертон Альбіон         | 0:2     | Бері                   |
| 24 листопада              | Фергем Таун            | 2:3     | Мертір-Тідвіл          |
| 24 листопада              | Брендон Юнайтед        | 0:3     | Бредфорд Сіті          |

## Другий раунд
До другого раунду увійшли переможці першого раунду. 
| Дата                   | Господарі         | Рахунок | Гості              |
| ---------------------- | ----------------- | ------- | ------------------ |
| 15 грудня              | Кройдон           | 1:1     | Міллволл           |
| 18 грудня Перегравання | Міллволл          | 3:2     | Кройдон            |
| 15 грудня              | Дарлінгтон        | 0:1     | Бредфорд Сіті      |
| 15 грудня              | Бері              | 0:0     | Йорк Сіті          |
| 18 грудня Перегравання | Йорк Сіті         | 0:2     | Бері               |
| 15 грудня              | Йовіл Таун'       | 1:0     | Слау Таун          |
| 15 грудня              | Редінг'           | 3:1     | Баркінг            |
| 15 грудня              | Волсолл           | 1:1     | Галіфакс Таун      |
| 18 грудня Перегравання | Галіфакс Таун     | 1:1     | Волсолл            |
| 24 грудня Перегравання | Галіфакс Таун     | 2:0     | Волсолл            |
| 15 грудня              | Грімсбі Таун      | 2:0     | Шеффілд Юнайтед    |
| 15 грудня              | Донкастер Роверз  | 1:2     | Менсфілд Таун      |
| 15 грудня              | Транмер Роверз    | 2:2     | Рочдейл            |
| 18 грудня Перегравання | Рочдейл           | 2:1     | Транмер Роверз     |
| 15 грудня              | Карлайл Юнайтед   | 3:0     | Шеффілд Венсдей    |
| 15 грудня              | Саутенд Юнайтед   | 1:1     | Гарлоу Таун        |
| 18 грудня Перегравання | Гарлоу Таун       | 1:0     | Саутенд Юнайтед    |
| 15 грудня              | Герефорд Юнайтед  | 1:2     | Олдершот           |
| 15 грудня              | Ротергем Юнайтед  | 0:2     | Олтрінгем          |
| 15 грудня              | Колчестер Юнайтед | 1:0     | Борнмут            |
| 17 грудня              | Блекберн Роверз   | 2:0     | Стаффорд Рейнджерс |
| 18 грудня              | Честер Сіті       | 1:0     | Барнслі            |
| 18 грудня              | Вімблдон          | 0:0     | Портсмут           |
| 24 грудня Перегравання | Портсмут          | 3:3     | Вімблдон           |
| 5 січня Перегравання   | Вімблдон          | 0:1     | Портсмут           |
| 18 грудня              | Саутенд Юнайтед   | 3:3     | Торкі Юнайтед      |
| 22 грудня Перегравання | Торкі Юнайтед     | 3:2     | Саутенд Юнайтед    |
| 19 грудня              | Чешем Юнайтед     | 1:1     | Мертір-Тідвіл      |
| 22 грудня Перегравання | Мертір-Тідвіл     | 1:3     | Чешем Юнайтед      |
| 5 січня                | Нортвіч Вікторія  | 2:2     | Віган Атлетік      |
| 7 січня Перегравання   | Віган Атлетік     | 1:0     | Нортвіч Вікторія   |

## Третій раунд
| Дата                  | Господарі            | Рахунок | Гості                    |
| --------------------- | -------------------- | ------- | ------------------------ |
| 4 січня               | Бристоль Роверз      | 1:2     | Астон Вілла              |
| 5 січня               | Бристоль Сіті        | 6:2     | Дербі Каунті             |
| 5 січня               | Бернлі               | 1:0     | Сток Сіті                |
| 5 січня               | Ліверпуль            | 5:0     | Грімсбі Таун             |
| 5 січня               | Престон Норт-Енд     | 0:3     | Іпсвіч Таун              |
| 5 січня               | Йовіл Таун           | 0:3     | Норвіч Сіті              |
| 5 січня               | Редінг               | 2:0     | Колчестер Юнайтед        |
| 5 січня               | Лестер Сіті          | 1:1     | Гарлоу Таун              |
| 8 січня Перегравання  | Гарлоу Таун          | 1:0     | Лестер Сіті              |
| 5 січня               | Ноттс Каунті         | 1:3     | Вулвергемптон Вондерерз  |
| 5 січня               | Вест-Бромвіч Альбіон | 1:1     | Вест Гем Юнайтед         |
| 8 січня Перегравання  | Вест Гем Юнайтед     | 2:1     | Вест-Бромвіч Альбіон     |
| 5 січня               | Сандерленд           | 0:1     | Болтон Вондерерз         |
| 5 січня               | Лутон Таун           | 0:2     | Свіндон Таун             |
| 5 січня               | Евертон              | 4:1     | Олдершот                 |
| 5 січня               | Рексем               | 6:0     | Чарльтон Атлетік         |
| 5 січня               | Ньюкасл Юнайтед      | 0:2     | Честер Сіті              |
| 5 січня               | Тоттенгем Готспур    | 1:1     | Манчестер Юнайтед        |
| 9 січня Перегравання  | Манчестер Юнайтед    | 0:1     | Тоттенгем Готспур        |
| 5 січня               | Квінз Парк Рейнджерс | 1:2     | Вотфорд                  |
| 5 січня               | Міллволл             | 5:1     | Шрусбері Таун            |
| 5 січня               | Карлайл Юнайтед      | 3:2     | Бредфорд Сіті            |
| 5 січня               | Олдем Атлетік        | 0:1     | Ковентрі Сіті            |
| 5 січня               | Олтрінгем            | 1:1     | Лейтон Орієнт            |
| 9 січня Перегравання  | Лейтон Орієнт        | 2:1     | Олтрінгем                |
| 5 січня               | Менсфілд Таун        | 0:2     | Брайтон енд Гоув Альбіон |
| 5 січня               | Кардіфф Сіті         | 0:0     | Арсенал                  |
| 8 січня Перегравання  | Арсенал              | 2:1     | Кардіфф Сіті             |
| 5 січня               | Галіфакс Таун        | 1:0     | Манчестер Сіті           |
| 5 січня               | Чешем Юнайтед        | 0:2     | Кембридж Юнайтед         |
| 5 січня               | Лідс Юнайтед         | 1:4     | Ноттінгем Форест         |
| 5 січня               | Бірмінгем Сіті       | 2:1     | Саутгемптон              |
| 5 січня               | Свонсі Сіті          | 2:2     | Крістал Пелес            |
| 8 січня Перегравання  | Крістал Пелес        | 3:3     | Свонсі Сіті              |
| 14 січня Перегравання | Свонсі Сіті          | 2:1     | Крістал Пелес            |
| 8 січня               | Рочдейл              | 1:1     | Бері                     |
| 21 січня Перегравання | Бері                 | 3:2     | Рочдейл                  |
| 8 січня               | Блекберн Роверз      | 1:1     | Фулгем                   |
| 15 січня Перегравання | Фулгем               | 0:1     | Блекберн Роверз          |
| 9 січня               | Портсмут             | 1:1     | Мідлсбро                 |
| 14 січня Перегравання | Мідлсбро             | 3:0     | Портсмут                 |
| 14 січня              | Челсі                | 0:1     | Віган Атлетік            |

## Четвертий раунд
У цьому раунді зіграли переможці попереднього етапу.
| Дата                  | Господарі               | Рахунок | Гості                    |
| --------------------- | ----------------------- | ------- | ------------------------ |
| 26 січня              | Честер Сіті             | 1:0     | Міллволл                 |
| 26 січня              | Бристоль Сіті           | 1:2     | Іпсвіч Таун              |
| 26 січня              | Бері                    | 1:0     | Бернлі                   |
| 26 січня              | Вотфорд                 | 4:3     | Гарлоу Таун              |
| 26 січня              | Ноттінгем Форест        | 0:2     | Ліверпуль                |
| 26 січня              | Блекберн Роверз         | 1:0     | Ковентрі Сіті            |
| 26 січня              | Болтон Вондерерз        | 2:0     | Галіфакс Таун            |
| 26 січня              | Вулвергемптон Вондерерз | 1:1     | Норвіч Сіті              |
| 30 січня Перегравання | Норвіч Сіті             | 2:3     | Вулвергемптон Вондерерз  |
| 26 січня              | Евертон                 | 3:0     | Віган Атлетік            |
| 26 січня              | Свіндон Таун            | 0:0     | Тоттенгем Готспур        |
| 30 січня Перегравання | Тоттенгем Готспур       | 2:1     | Свіндон Таун             |
| 26 січня              | Карлайл Юнайтед         | 0:0     | Рексем                   |
| 29 січня Перегравання | Рексем                  | 3:1     | Карлайл Юнайтед          |
| 26 січня              | Арсенал                 | 2:0     | Брайтон енд Гоув Альбіон |
| 26 січня              | Бірмінгем Сіті          | 2:1     | Мідлсбро                 |
| 26 січня              | Кембридж Юнайтед        | 1:1     | Астон Вілла              |
| 30 січня Перегравання | Астон Вілла             | 4:1     | Кембридж Юнайтед         |
| 26 січня              | Лейтон Орієнт           | 2:3     | Вест Гем Юнайтед         |
| 26 січня              | Свонсі Сіті             | 4:1     | Редінг                   |

## П'ятий раунд
На цьому етапі зіграли переможці попереднього раунду.
| Дата                   | Господарі               | Рахунок | Гості            |
| ---------------------- | ----------------------- | ------- | ---------------- |
| 16 лютого              | Ліверпуль               | 2:0     | Бері             |
| 16 лютого              | Блекберн Роверз         | 1:1     | Астон Вілла      |
| 20 лютого Перегравання | Астон Вілла             | 1:0     | Блекберн Роверз  |
| 16 лютого              | Болтон Вондерерз        | 1:1     | Арсенал          |
| 19 лютого Перегравання | Арсенал                 | 3:0     | Болтон Вондерерз |
| 16 лютого              | Вулвергемптон Вондерерз | 0:3     | Вотфорд          |
| 16 лютого              | Евертон                 | 5:2     | Рексем           |
| 16 лютого              | Іпсвіч Таун             | 2:1     | Честер Сіті      |
| 16 лютого              | Тоттенгем Готспур       | 3:1     | Бірмінгем Сіті   |
| 16 лютого              | Вест Гем Юнайтед        | 2:0     | Свонсі Сіті      |

## Шостий раунд
На цьому етапі зіграли переможці попереднього раунду.
| Дата      | Господарі         | Рахунок | Гості       |
| --------- | ----------------- | ------- | ----------- |
| 8 березня | Вотфорд           | 1:2     | Арсенал     |
| 8 березня | Евертон           | 2:1     | Іпсвіч Таун |
| 8 березня | Тоттенгем Готспур | 0:1     | Ліверпуль   |
| 8 березня | Вест Гем Юнайтед  | 1:0     | Астон Вілла |

## Півфінали
У півфіналах зіграли команди, що перемогли на попередньому етапі.
| Дата      | Господарі        | Рахунок | Гості   |
| --------- | ---------------- | ------- | ------- |
| 12 квітня | Ліверпуль        | 0:0 дч  | Арсенал |
| 12 квітня | Вест Гем Юнайтед | 1:1 дч  | Евертон |
| 16 квітня | Ліверпуль        | 1:1 дч  | Арсенал |
| 16 квітня | Вест Гем Юнайтед | 2:1 дч  | Евертон |
| 28 квітня | Ліверпуль        | 1:1 дч  | Арсенал |
| 1 травня  | Ліверпуль        | 0:1     | Арсенал |

## Фінал
| 10 травня 1980 |

| Вест Гем Юнайтед | 1:0        | Арсенал |
| ---------------- | ---------- | ------- |
| Брукінг 13'      | (Протокол) |         |

| «Вемблі», Лондон Глядачів: 100 000 Арбітр: Джордж Кортні |